# Гильом V Бертран (граф Прованса)
Гильом V Бертран (фр. Guillaume V Bertrand de Provence; ум. 1063/1067) — граф Прованса и Форкалькье с 1050/1054, второй сын графа Прованса Фулька Бертрана и Эдьдиарды (Хильдегарды) Эвезы.

## Биография
Впервые Гильом Бертран упомянут вместе с отцом и братом Жоффруа II в акте о дарении аббатству Сен-Виктор в Марселе, датированном 1044 годом.
После смерти отца между 1050 и 1054 годами Гильом Бертран и его брат Жоффруа II унаследовали титул графов Прованса, став соправителями дяди — Жоффруа I и кузины — Эммы, вдовы графа Тулузы Гильома III Тайлефера. Поскольку основным местопребыванием Жоффруа II и Гильома Бертрана был замок Форкалькье, их иногда упоминают с титулом «граф Форкалькье», хотя первой его стала использовать Аделаида, дочь Гильома Бертрана.
1 мая 1055 года Гильом Бертран присутствовал при основании епископом Систерона Жераром церкви Святого Петра в Фонтелане. Также Гильом Бертран упомянут в двух актах о дарениях — аббатству Сен-Виктор в Марселе, датированном 1057 годом, и аббатству Клюни, датированном 1063 годом.
Гильом Бертран умер не позднее 1067 года.

## Брак и дети
1-я жена: Тереза (ок. 1037 — ?), инфанта Арагона, дочь короля Арагона Рамиро I и Жильберги (Эрмезинды) де Кузеран. Детей от этого брака не было.
2-я жена: Аделаида де Кавене (ум. после 1110), дочь Ги, графа де Кавене. Дети:
- Аделаида (ум. 1129), графиня Форкалькье; муж: с ок. 1079 Эрменгол IV эль де Герп (ок. 1050 — 28 марта 1092), граф Урхеля